# Fuktkornlöpare
Fuktkornlöpare (Amara similata) är en skalbaggsart som först beskrevs av Leonard Gyllenhaal 1810.  Fuktkornlöpare ingår i släktet Amara, och familjen jordlöpare. Arten är reproducerande i Sverige.